# Algarrobo (Spagna)
Algarrobo è un comune spagnolo di 4 812 abitanti situato nella comunità autonoma dell'Andalusia.